# ミルクカートン

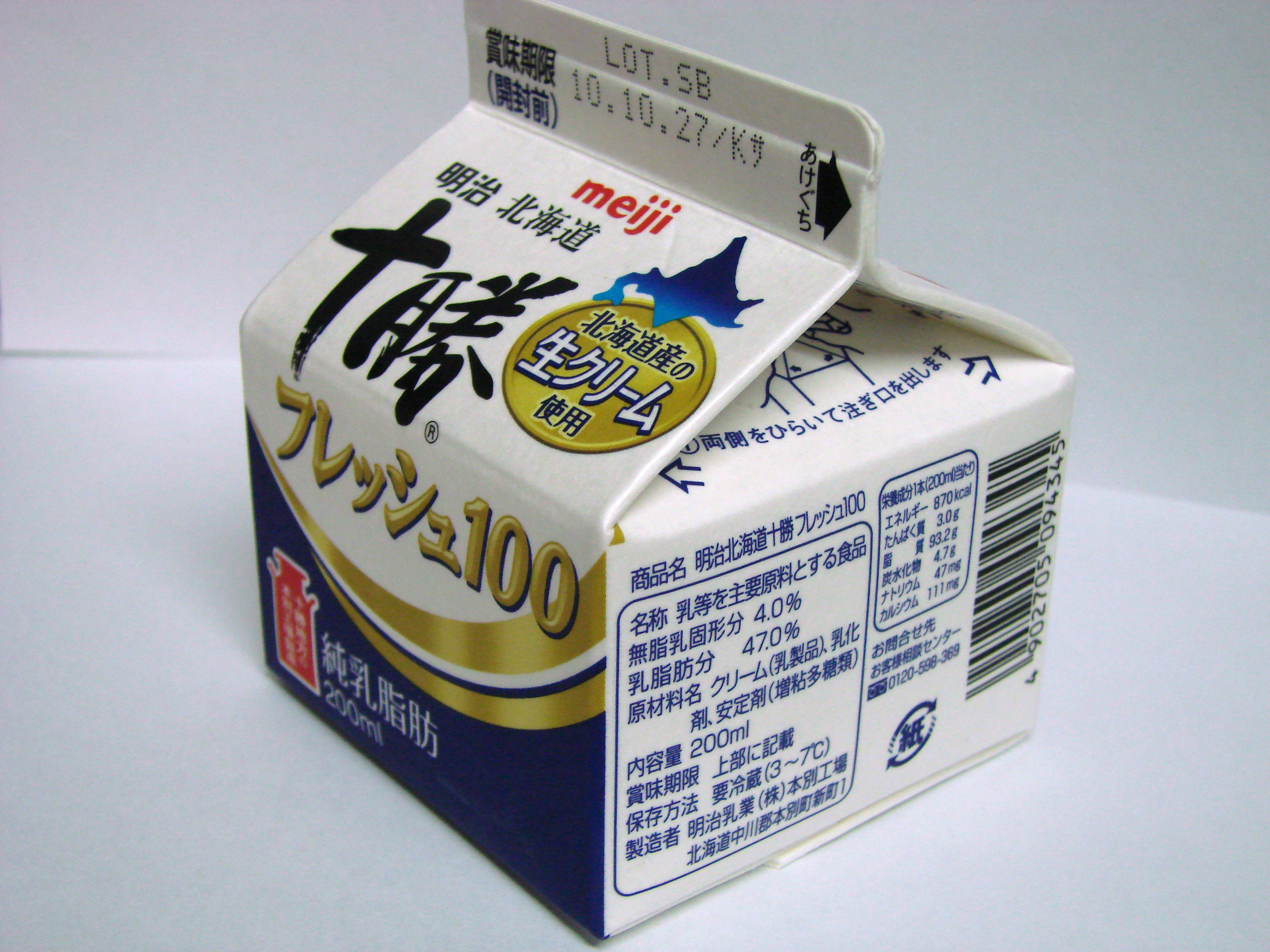
ゲーブルトップ

ミルクカートン（英語: milk carton）とは、牛乳をはじめとする液体飲料を充填、保管するための紙製容器である。一般的には牛乳パック、紙パックともいう。

## 歴史
19世紀末以降、高価で重く、取り扱いしにくいガラス瓶にとってかわるものとして、研究が行われるようになった。初期のカートン紙のコーティングにはパラフィンが使用された。
効率的なカートン用無菌充填包装システムは、1961年、スウェーデンのテトラパック社によって開発された。その後、各メーカーが後を追い、スイス・SIG社の「コンビブロック」システムなどが開発された。

## 名称

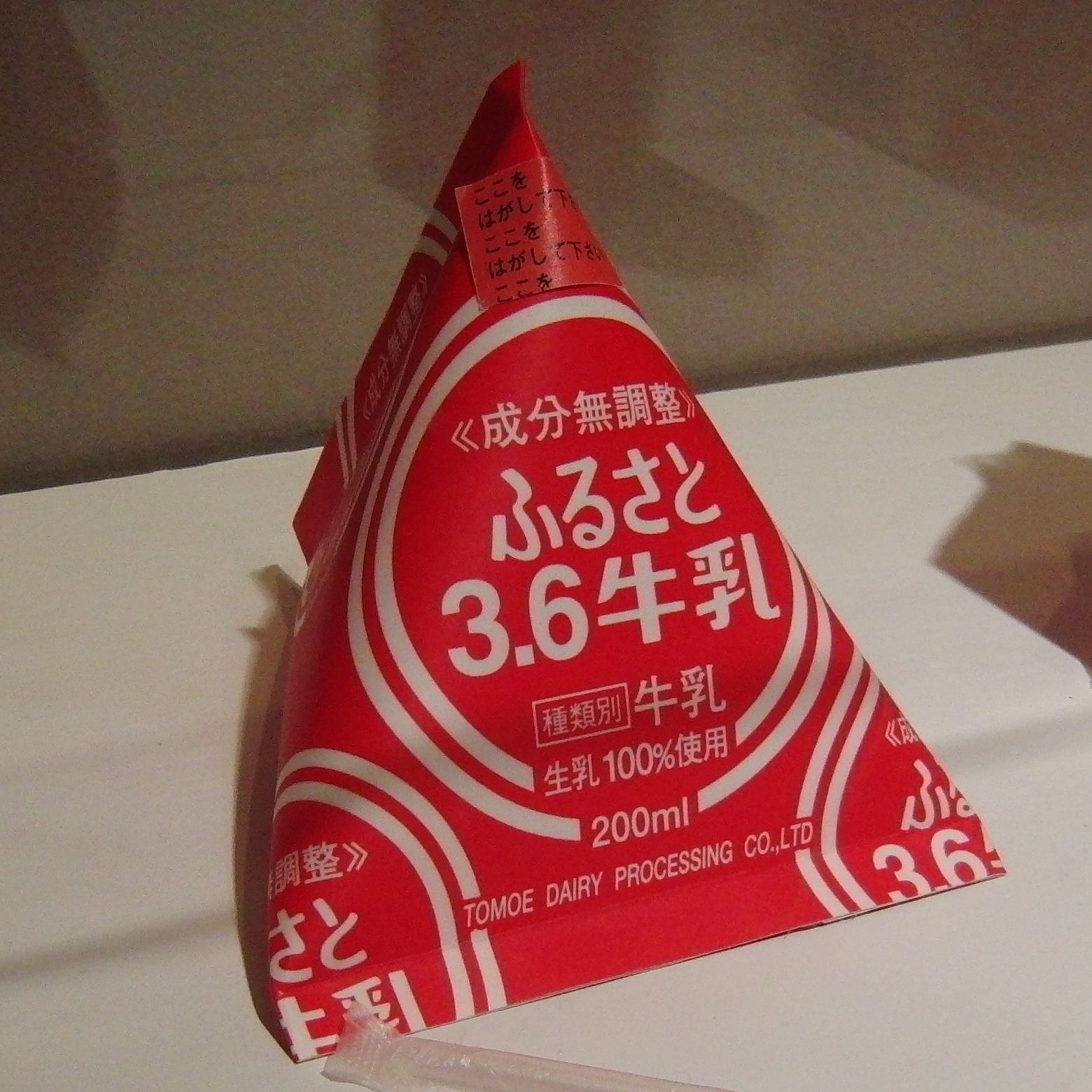
テトラ・クラシック

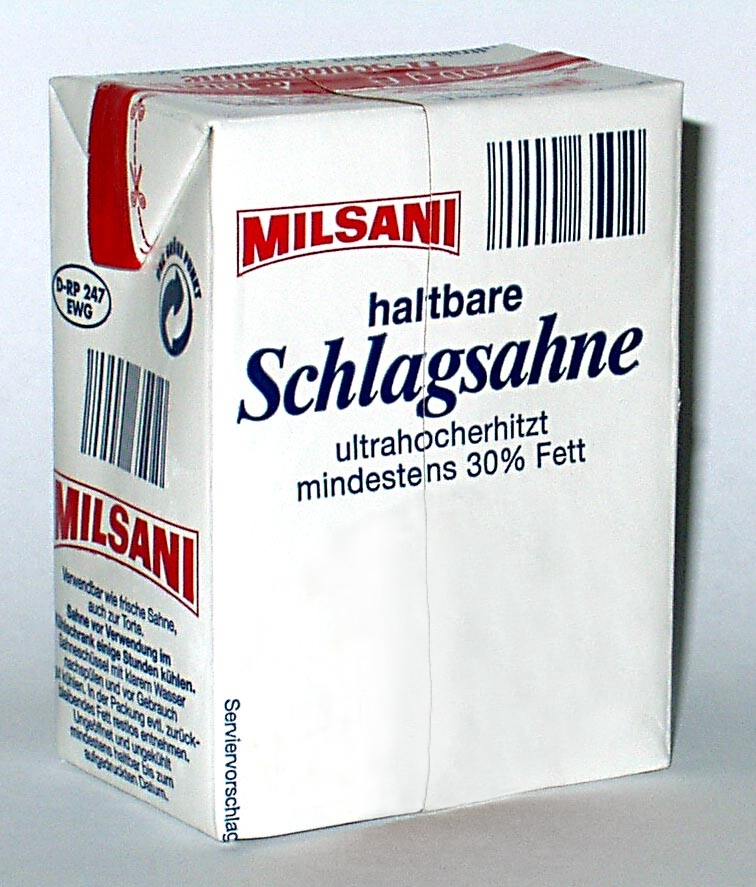
ブリックパック

ミルクカートンはその形態・サイズによってさまざまな名称が与えられている。

### ゲーブルトップ
ゲーブルトップは屋根型のミルクカートン容器であり、牛乳を中心に多用されているスタイル。1915年にアメリカ合衆国のジョン・ヴァン・ウォーマーによって発明された。実際に普及したのは1930年代になってからで、特にEx-Cell-O社が最初に商業化したピュアパック（Pure-Pak）が大きな成功を収めた。当初は、飲み口部分をホッチキスで封緘し、開封時にはナイフを使用していたが、現在では熱圧着と溶剤の組み合わせにより、手で開封できるように改良が加えられている。チューブ状に整形した後に充填する必要があり、印刷機上でシート状にカットした後に、シーラーと称される加工機でチューブ状に整形する必要がある。テトラ社ではテトラ・レックス（TR）と称している。
日本には1969年に導入され、安定感と注ぎ口の大きさより、圧倒的なシェアを占めている。2001年からはパック上部に「切欠き」と呼ばれるくぼみを付けることが推奨され、視覚障害者に対し牛乳以外の飲料との判別を付けやすくしている

### テトラ・クラシック
1952年、テトラパック社で最初に開発された形状である。同一容量を充填する際に最も表面積が少ない設計であり、またシートカットすることなく、ロール給紙で充填加工が可能であり、生産性に優れていた。一見すると正四面体であるが、製品の安定感を向上させ飲み口が自然と上になるように、飲み口のある上部が多少長い設計になっている。一般にはストローを使用するが、当初は四面体上部をはさみで切ってコップに注いで飲用していた。

### ブリック（レンガ型）タイプ
広い意味でのブリックパックは、直方体のミルクカートン容器であり、直方体であるため、積み重ねての輸送が可能となり、物流に有利なデザインとなっている。1962年 PLK 社が blocpak 包装システムを開発。1963年にはテトラパック社がテトラ・ブリック容器を開発。1968年には内部にアルミ箔を貼ったテトラ･ブリック･アセプティック容器が開発され、保存料を使わずに常温での長期保存に耐える無菌充填包装が可能となった。ロール給紙からの充填が可能である。

## サイズ
ゲーブルトップ型のミルクカートン容器には、サイズにより分類される。現在、様々な容量の容器が市場流通しているが、その底辺は大きく、70mm と 57mm に分類できる（一部ハーフガロンパックが存在）。これは、輸送コンテナに収納する関係上決定したサイズであり、全てのゲーベルトップ型パックは底辺サイズは固定され、その高さによって容量が決定されている。一般的には、70mm のものは 1,000mL、500mL、340mL、200mL が、57mmのもの（エコパックとも称す）には 250mL、200mL のものがある。
このうち、1,000mLのものについては寸法が70mm×70mm×194mmであり、計算すると950.6mLとなって1,000mL入らないことになるが、実際は牛乳を入れた時に内圧で外に膨らむため、1,000mL入ることになる。

## 製造方法

### カートン用紙
一般に、紙は水に弱い材料とされているが、ミルクカートン用紙は紙の両面をポリエチレンでコートすることで耐水性を付加している。アルミ層を持つ多層構造のものもある。製紙工場で製造された用紙はロール状態のまま印刷工場へと搬入される。

### 印刷
印刷はフレキソグラフィー印刷、グラビア印刷、オフセット印刷の各方式で印刷されている。単純なデザインが主流であった時代は、設備投資が安価なフレキソ印刷方式が主方法とされていたが、その後、デザインの複雑化によりグラビア印刷方式が、現在では、多品種小ロット生産、また製版時に発生する廃液の問題から、オフセット印刷方式が主流になりつつある、
テトラクラシックやテトラブリック型の場合、印刷後は再度巻取って作業が完了するが、ゲーベルトップ型の場合は、印刷後にクリージング（折線加工）及びダイカット（断裁加工）を行い、シート状態で半製品を出し、さらにシーラーと称される設備でチューブ状に熱圧着して作業が完了となる。

### 充填
充填はそれぞれ専門の充填装置によって行われる。テトラ・クラシック容器やテトラ・ブリック容器の場合は、充填設備内でフォーマー折を行い、パック状に加工するので単純であるが、ゲーブルトップの場合は、底部の成型と熱圧着を行う必要があり、その工程が複雑なものとなっている。

### 付加機能
付加機能として下記加工を行う場合もある。
1. キャップ穴加工 - リキャップを取り付ける加工。
2. ストロー穴加工 - ストロー穴の加工。貼付方式とダイカット方式がある。
3. ストロー添付 - 包装されたストローを容器に貼付する。
4. 切取線加工 - テトラブリックに切取線を加工する。

### 注ぎ口
ゲーブルトップ型では、左右対称の形状ながら、注ぎ口が一方に定められている。これは印刷工程中で注ぎ口内側にシリコン溶剤を塗布し、充填機で熱圧着を行う際に、注ぎ口の熱圧着が一部行われないよう加工しているためである。したがって、注ぎ口と反対側のトップを開封しようとすると非常に開けにくくなる。

## パックのリサイクル
紙パックはリサイクルの為に、自治体をはじめ、スーパーマーケットやコンビニで回収され、製紙工場にて古紙としてリサイクルされる。
ティッシュペーパーやトイレットペーパー、キッチンペーパーにリサイクルされ、トイレットペーパーに関しては水洗便所用は水解紙としてリサイクルされる。

## パックメーカー
- 日本製紙
- アイピーアイ
- インターナショナルペーパー
- テトラパック
- 北越パッケージ
- 大日本印刷
- 東京製紙

### 印刷機メーカー
- コモリ